# Исиока, Эйко
Эйко Исиока (яп. 石岡 瑛子 Исиока Эйко, 12 июля 1938, Токио — 21 января 2012, Токио) — японский дизайнер, художник по костюмам, обладательница премии «Оскар».

## Биография
Эйко Исиока окончила Токийский университет искусств. Её работы были внесены в постоянные коллекции музеев, например в Нью-Йоркский музей современного искусства. В 1992 году она была избрана членом нью-йоркского  Art Directors Club Hall of Fame.
В 1999 году она создала костюмы для постановок «Кольцо нибелунга» Рихарда Вагнера в  Нидерландской опере. Она сделала костюмы для Cirque du Soleil: Varekai, премьера которого состоялась в 2002 году, и для бродвейского мюзикла Джули Теймор в 2011 году Spider-Man: Turn Off the Dark.
В 2002 году Эйко Исиока стала режиссёром музыкального клипа Бьорк Cocoon. В 2009 году Эйко создала костюмы для музыкального тура Hurricane Грейс Джонс.
Эйко Исиока разработала дизайн костюмов для летних Олимпийских игр 2008 года в Пекине.
Она создала костюмы всех фильмов Тарсема Сингха, включая фильм «Клетка», а также к фильму «Дракула» Френсиса Форда Копполы.
Помимо кинематографа, Исиока работала в рекламном бизнесе, в частности, для косметической компании Shiseido, а в 2003 году она разработала логотип для Houston Rockets.
Эйко Исиока скончалась 21 января 2012 года в Токио от рака поджелудочной железы в возрасте 73 лет.

## Фильмография
- Белоснежка: Месть гномов (2012)
- Война богов: Бессмертные (2011)
- Teresa, el cuerpo de Cristo (2007)
- Запределье (2006)
- Cirque du Soleil: Varekai (2003)
- Клетка (2000)
- Das Rheingold (1999)
- Дракула (1992)
- Страна в шкафу (1991)
- Мисима: Жизнь в четырёх главах (1985)

## Награды и номинации
| Награда                | Год  | Категория                    | Работа                           | Результат |
| ---------------------- | ---- | ---------------------------- | -------------------------------- | --------- |
| «Оскар»                | 1993 | За лучший дизайн костюмов    | «Дракула»                        | Награда   |
| «Оскар»                | 2013 | За лучший дизайн костюмов    | «Белоснежка: Месть гномов»       | Номинация |
| BAFTA                  | 1994 | За лучший дизайн костюмов    | «Дракула»                        | Номинация |
| «Сатурн»               | 1993 | За лучшие костюмы            | «Дракула»                        | Награда   |
| «Сатурн»               | 2001 | За лучшие костюмы            | «Клетка»                         | Номинация |
| Каннский кинофестиваль | 1985 | За художественный вклад      | «Мисима: Жизнь в четырёх главах» | Награда   |
| «Грэмми»               | 1987 | За лучшее оформление альбома | Tutu                             | Награда   |
| «Тони»                 | 1988 | За лучший дизайн сцены       | M. Butterfly                     | Номинация |
| «Тони»                 | 1988 | За лучший дизайн костюмов    | M. Butterfly                     | Номинация |